# Claus Arndt
Pour les articles homonymes, voir Arndt.
Claus Arndt, né le 16 avril 1927 à Marbourg (Allemagne) et mort le 10 février 2014 à Hambourg (Allemagne), est un avocat et homme politique (SPD)  allemand.